# 山下貴司
山下貴司（日语：／ Yamashita Takashi ?，1965年9月8日—）是日本政治家、檢察官、法務官僚、律師，現為自由民主党（石破派）的眾議院議員。曾任法務大臣政務官、内閣府大臣政務官，現任法務大臣。在進入政界前，他曾在東京地檢特捜部、法務省、駐美日本大使館等地任職，還擔任過慶應義塾大学法学部的臨時講師。
山下在2018年的自由民主党總裁選舉中支持石破茂，隨後卻被安倍晋三任命為第4次安倍改造内閣的法務大臣。另外，同時被任命為文部科学大臣的柴山昌彦是其在東京大學時代的同期生。